# Зайончковський Петро Андрійович
Зайончковський Петро Андрійович (18 вересня (1 жовтня) 1904 — 30 вересня 1983) — радянський історик, доктор історичних наук (1950), професор (1951). Почесний член Асоціації американських істориків (1967), дійсний член Британської академії (1973).

## Біографія
Народився в Уральську в родині військового лікаря. Навчався в Першому Московському (1914—1918) та Київському (1918) кадетських корпусах. Працював на залізниці й машинобудівному заводі. Закінчив екстерном історичний факультет Московського інституту історії, філософії та літератури (1937). Працював у Державній публічній бібліотеці ім. Леніна (1944—1952). 1940 року захистив кандидатську дисертацію з історії Кирило-Мефодіївського товариства під керівництвом Юрія Готьє. 1950 року захистив докторську дисертацію з історії військових реформ 1860–1870-х рр. у Російській імперії.
Автор 9 монографій (8 опубліковані) та численних студій із соціально-політичної та військової історії Російської імперії XIX—XX ст. Опублікував щоденники Петра Валуєва, Дмитра Мілютіна, Олександра Половцова. За науковою редакцією та під його керівництвом підготовлено й видано кілька універсальних довідників з історії Російської імперії, зокрема «История дореволюционной России в дневниках и воспоминаниях» (М., 1976–89), «Справочники по истории дореволюционной России» (М., 1978). 1959 опублікував монографію «Кирилло-Мефодиевское общество», в якій помістив як додаток «Книгу буття українського народу» під іншою назвою — «Закон Божий».

## Праці
- К вопросу о библиотеке П.И. Пестеля // Историк–марксист, 1941, № 4
- Кирилло-Мефодиевское общество // Труды Историко–Архивного института: кафедра истории СССР, 1947, т. 3
- Военные реформы 1860-1870-х годов в России. М., 1952
- Подготовка и принятие закона 24 ноября 1866 г. о государственных крестьянах // История СССР, 1958, № 4
- Кирилло-Мефодиевское общество (1846–1847). М., 1959
- Попытка созыва земского собора и падение министерства Н.П. Игнатьева // История СССР, 1960, № 5
- Кризис самодержавия на рубеже 1870–1880–х годов. М., 1964
- Отмена крепостного права в России. М., 1968
- Российское самодержавие в конце XIX столетия (Политическая реакция 80–х — начала 90–х годов). М., 1970
- Сословный состав офицерского корпуса на рубеже XIX–XX веков. «История СССР», 1973, № 1
- Самодержавие и русская армия на рубеже XIX–XX столетий. М., 1973
- Высшая бюрократия накануне Крымской войны. «История СССР», 1974, № 4
- Правительственный аппарат самодержавной России в XIX в. М., 1978.